# Забул (провинција)
Забул, је једина провинција у (пост-инвазионом) Авганистану у којој су Талибани именовали свог гувернера и званичнике, као контру онима које је поставила влада у Кабулу. 
У априлу 2003. талибани су освојили Дејчопан, дистрикт у овој провинцији, али су владине трупе повратиле контролу.